# Лебзяк, Александр Борисович
Алекса́ндр Бори́сович Лебзя́к (род. 15 апреля 1969, Донецк) — советский и российский боксёр, тренер, обладатель «Большого шлема» любительского бокса (олимпийский чемпион, чемпион мира и Европы) в полутяжёлом весе. Главный тренер сборной России по боксу (2005—2008, 2013—2016), сборной Туркменистана по боксу (2017—2018), сборной Китая по боксу (с 2019). Заслуженный мастер спорта России (1996), Заслуженный тренер России, Кавалер орденов Почёта (1995), медали ордена «За заслуги перед Отечеством» 2-й степени (1999) и ордена «За заслуги перед Отечеством» 4-й степени (2001), медали «В память 850-летия Москвы». Полковник.

## Биография
Александр Лебзяк родился 15 апреля 1969 года в Донецке. Через год его семья переехала в посёлок Буркандья Магаданской области, где он начал заниматься боксом под руководством Василия Денисенко. В 1985 году продолжил занятия боксом в ДЮСШ Магадана, где его стал тренировать Геннадий Рыжиков. В 1987 году получил приглашение в юниорскую сборную СССР и выиграл чемпионат мира среди юниоров. В 1988 году вошел в состав национальной сборной СССР, участвовал в предолимпийском турнире, в 1990 году становится чемпионом СССР, призёром чемпионата Европы и чемпионата мира, в 1991 году выиграл Спартакиаду народов СССР, Кубок СССР. В 1992 году в составе Объединённой команды принимал участие в Олимпийских играх в Барселоне. За несколько недель до Олимпиады из-за интенсивной сгонки веса у него лопнуло лёгкое. Тогда он смог быстро восстановиться, но дальше второго круга ему пройти не удалось. Подобноe повторилось и на Олимпийских играх в Атланте (1996), когда во время первого боя у него случился рецидив, снова лопнуло лёгкое.
После неудачного выступления на Олимпиаде в Атланте Александр Лебзяк принял решение сменить весовую категорию и перейти из второго среднего веса в полутяжёлый вес. В новой весовой категории он доминировал на протяжении всего следующего олимпийского цикла, становился чемпионом мира, дважды выигрывал чемпионат Европы. При подготовке к отборочному чемпионату России 1999 г., Лебзяк перетренировался и у него опять лопнуло лёгкое, из за чего ему не удалось стать победителем. Тем не менее он поехал на свою уже третью Олимпиаду и завоевал золотую медаль Олимпийских игр в Сиднее (2000).
Став обладателем всех титулов в любительском боксе, в сентябре 2001 года Александр Лебзяк провёл один бой на профессиональном ринге в Ташкенте, в котором победил нокаутом джорнимена американца Стэйси Гудсона. Однако от продолжения профессиональной карьеры отказался и предпочёл перейти на тренерскую работу.
В 2003 году в составе команды звёзд спорта принял участие в телепередаче «Сто к одному» (выпуск на телеканале «Россия» от 21 декабря 2003 года).
В 2002—2004 годах был главным тренером ЦСКА по боксу, а с 2005 по 2008 годы руководил тренерским штабом национальной сборной России. В 2008 году вернулся к работе в ЦСКА, в 2010 году избран президентом федерации бокса Москвы, а в 2012 году назначен советником руководителя Департамента физической культуры и спорта правительства Москвы.
С 2013 года вновь возглавил тренерский штаб сборной России по боксу. В 2015 году на чемпионате мира в Катаре был признан лучшим тренером мира по версии международной боксерской ассоциации AIBA.
По итогам Олимпиады 2016 года в Рио-де-Жанейро российская сборная завоевала всего одну золотую и три бронзовые медали. У тренера сборной России Александра Лебзяка были разногласия с президентом Федерации бокса России Борисом Иванюженковым, из-за которых он хотел уйти из сборной ещё до Олимпиады, однако его отговорил Виталий Мутко. В сентябре Александра Лебзяка отстранили от должности главного тренера сборной России. Место главного тренера занял Олег Владимирович Меньшиков. Лебзяк был крайне недоволен составом выступающих боксёров олимпийской сборной и критически высказался в адрес федерации бокса.